# Эриксон, Стивен
Стивен Эриксон (англ. Steven Erikson, псевдоним; настоящее имя — Стив Руне Лундин; родился 7 октября 1959) — канадский писатель-фантаст, по образованию археолог и антрополог. Родился и вырос в Канаде, некоторое время проживал в Великобритании, пытаясь найти там издателя для своей книги. Впоследствии вернулся в Канаду. Женат, имеет сына.
Автор нескольких фантастических романов и новелл, из которых на данный момент наиболее известна серия «Малазанская книга павших» (Malazan Book of the Fallen).
Первоначально серия «Малазанская книга павших» была задумана в соавторстве с Ианом Эсслемонтом как сюжет для ролевой игры. Впоследствии часть сюжета была переработана в киносценарий, а затем — в роман, который был закончен ещё в 1991 году, но опубликован только в 1999. Тогда же Эриксон подписал контракт ещё на 9 книг.
По словам С. Эриксона, значительное влияние на его творчество оказали «Дюна» Ф. Герберта и романы Глена Кука: в своих книгах он пытается создать сложный мир, неожиданные события в котором должны поражать и развлекать читателя. Темы и сюжеты романов Эриксона отражают его интерес к археологии, мифологии, первобытной истории, истории Древнего Востока, Римской и Византийской империи.

## «Малазанская книга павших»
- Сады луны (Gardens of the Moon, 1999) ISBN 0553819577
- Врата дома смерти[3] (Deadhouse Gates, 2000) ISBN 0553813110
- Память льда (Memories of Ice, 2001) ISBN 0553813129
- Дом цепей (House of Chains, 2002) ISBN 0553813137
- Полночный прилив (Midnight Tides, 2004) ISBN 0553813145
- Охотники за костями (The Bonehunters, 2006) ISBN 0553813153
- Буря жнеца (Reaper’s Gale, 2007) ISBN 0553813161
- Дань псам (Toll the Hounds, 2008) ISBN 0553824465
- Пыль снов (Dust of Dreams, 2009) ISBN 0593046331
- Увечный бог (The Crippled God, 2011) ISBN 0765316560

На русский язык переведены все книги серии. Книга «Увечный бог» на русском языке появилась в продаже в июне 2022 года.

## «Трилогия Карканаса»
Новая трилогия Стивена Эриксона посвящена предыстории некоторых персонажей «Малазанской книги павших», в частности, Аномандера Рейка и его братьев — детей Тьмы.
- англ. Forge of Darkness (2012) ISBN 9780765323569
- англ. Fall of Light (в печати, 2014)
- англ. Walk in Shadow (в планах автора)

## Внецикловые произведения
- Радость, словно нож у сердца (Rejoice, A Knife to the Heart, 2018) ISBN 978-5-04-105563-9